# Haplarmadillo monocellatus
Haplarmadillo monocellatus är en kräftdjursart som beskrevs av Dollfus1896. Haplarmadillo monocellatus ingår i släktet Haplarmadillo och familjen Scleropactidae. Inga underarter finns listade i Catalogue of Life.